# 深見東
深見東（ふかみひがし）は、神奈川県大和市の地名。現行行政地名は深見東一丁目から深見東三丁目。住居表示は全域で実施済。

## 地理
大和市の東部に位置し、北と東に深見、南に深見台、西に深見西と接している。

## 歴史

### 沿革
- 1983年（昭和58年）8月1日 - 住居表示の実施に伴い、深見の一部を分離し、深見東一丁目から深見東三丁目を新設[5]。

## 世帯数と人口
2021年（令和3年）10月1日現在（大和市発表）の世帯数と人口は以下の通りである。
| 丁目         | 世帯数  | 人口    |
| ------------ | ------- | ------- |
| 深見東一丁目 | 391世帯 | 940人   |
| 深見東二丁目 | 128世帯 | 289人   |
| 深見東三丁目 | 345世帯 | 883人   |
| 計           | 864世帯 | 2,112人 |

### 人口の変遷
国勢調査による人口の推移。
| 年                 | 人口  |
| ------------------ | ----- |
| 1995年（平成7年）  | 1,161 |
| 2000年（平成12年） | 1,270 |
| 2005年（平成17年） | 1,757 |
| 2010年（平成22年） | 1,894 |
| 2015年（平成27年） | 2,084 |
| 2020年（令和2年）  | 2,121 |

### 世帯数の変遷
国勢調査による世帯数の推移。
| 年                 | 世帯数 |
| ------------------ | ------ |
| 1995年（平成7年）  | 461    |
| 2000年（平成12年） | 515    |
| 2005年（平成17年） | 670    |
| 2010年（平成22年） | 705    |
| 2015年（平成27年） | 796    |
| 2020年（令和2年）  | 859    |

## 事業所
2021年（令和3年）現在の経済センサス調査による事業所数と従業員数は以下の通りである。
| 丁目         | 事業所数 | 従業員数 |
| ------------ | -------- | -------- |
| 深見東一丁目 | 41事業所 | 1,262人  |
| 深見東二丁目 | 23事業所 | 324人    |
| 深見東三丁目 | 30事業所 | 346人    |
| 計           | 94事業所 | 1,932人  |

### 事業者数の変遷
経済センサスによる事業所数の推移。
| 年                 | 事業者数 |
| ------------------ | -------- |
| 2016年（平成28年） | 88       |
| 2021年（令和3年）  | 94       |

### 従業員数の変遷
経済センサスによる従業員数の推移。
| 年                 | 従業員数 |
| ------------------ | -------- |
| 2016年（平成28年） | 2,132    |
| 2021年（令和3年）  | 1,932    |

## 交通
- 国道467号

## 施設
- DCM 大和深見店[14]

## その他

### 日本郵便
- 郵便番号 : 242-0012[3]（集配局 : 大和郵便局[15]）。